# Staroselți, Plevna
Staroselți (în bulgară Староселци) este un sat în comuna Iskăr, regiunea Plevna,  Bulgaria. 

## Demografie
Componența etnică a satului Staroselți
     Bulgari (96,27%)
     Nicio identificare (3,72%)
     Altele (0%)
La recensământul din 2011, populația satului Staroselți era de 1.021 locuitori. Din punct de vedere etnic, majoritatea locuitorilor (96,27%) erau bulgari. Pentru 3,72% din locuitori nu este cunoscută apartenența etnică.